# The Specialists
The Specialists är en spelmodifikation av datorspelet Half-Life. Spelet är inspirerat av flera spel och filmer. Däribland Face Off och The Matrix, där man kan springa på väggar, röra sig i slowmotion och hoppa på olika sätt. The Specialists kan endast spelas via LAN eller online.

## Vapen
I The Specialists finns en stor arsenal med vapen allt från stora tunga kulsprutor till japanska vapen som katana och speciella kastknivar, för övrigt kan alla vapen kastas på fienden. Det mest använda vapnet anses vara kung fu som man använda till att slå/sparka bort fiendens vapen och sedan själv ta upp det och använda det till sitt eget förfogande.

## Motståndet
Motståndet eller fienden man möter är skiftande det kan tex vara alla mot alla (Deathmatch) då man kan se karaktärer från filmen The Matrix hoppa runt, men också kända Half-Life ansikten syns som Gordon Freeman. Man kan också spela spelet med lagspel där terrorister möter poliser, likt Counter-Strike.

## Spel
Vad spelet går ut på kan vara olika som tex på en deathmatch där man bara ska döda så många som möjligt av motståndaren tills en viss tid är till ända. Men på lagspelen kan det vara en bomb som ska på plats, en gissla som ska räddas eller dylikt.

## Versionshistorik
- 29 oktober 2002 (1.0)
- 24 december 2002 (1.5)
- 21 juli 2003 (2.0)
- 30 april 2004 (2.1)
- 21 juni 2007 (3.0)